# Beglezj
Beglezj (bulgariska: Беглеж) är ett distrikt i Bulgarien.   Det ligger i kommunen Obsjtina Pleven och regionen Pleven, i den centrala delen av landet, 110 kilometer nordost om huvudstaden Sofia.
Omgivningarna runt Beglezj är en mosaik av jordbruksmark och naturlig växtlighet. Runt Beglezj är det ganska tätbefolkat, med 54 invånare per kvadratkilometer.